# Saint-Vite
Saint-Vite település Franciaországban, Lot-et-Garonne megyében. Lakosainak száma 1187 fő (2022. január 1.). Saint-Vite Monsempron-Libos, Condezaygues, Fumel, Montayral, Trentels és Saint-Georges községekkel határos.

## Népesség
A település népessége az elmúlt években az alábbi módon változott:
| Lakosok száma | 844  | 1442 | 1421 | 1181 | 1209 | 1171 | 1170 | 1163 | 1164 | 1187 |
|               | 1968 | 1982 | 1990 | 2006 | 2013 | 2015 | 2017 | 2019 | 2020 | 2022 |